# Muntanyes de Tivissa-Vandellòs
Les Muntanyes de Tivissa-Vandellòs són un conjunt de serres de la Serralada Prelitoral Catalana. L'espai està dividit en dues unitats orogràfiques: les muntanyes de Tivissa (a l'oest i més interiors) i les de Vandellòs (a l'est i de caràcter litoral). Aquestes serres mostren uns relleus calcaris abruptes típics de les serres prelitorals meridionals.

## Particularitats
L'elevació màxima és de 728 metres al Molló Puntaire; altres cims importants són el Tossal de l'Alzina i la Mola de Genessies. Són unes muntanyes seques, esquerpes i gairebé despoblades.
El conjunt pertany a la Serralada Prelitoral, tot i que la serra de la Mar, les Moles del Taix i los Dedalts es troben a la mateixa línia de costa.
A la zona del litoral les muntanyes estan travessades per moltes torres d'alta tensió que transporten de l'electricitat de les dues centrals nuclears de Vandellòs I i d'una central tèrmica veïna que es troben entre el sistema de serralades i el litoral.

## Extensió
Tot i que és geogràficament força compacte i definit, no hi ha un nom consuetudinari per aquest massís muntanyós. El nom "Muntanyes de Tivissa-Vandellòs" és relativament recent i no correspon a cap denominació tradicional.
Aquest nom es refereix al fet que la majoria de les muntanyes del conjunt estan situades dins dels límits dels termes municipals de Tivissa i Vandellòs i l'Hospitalet de l'Infant a les comarques del Baix Camp i la Ribera d'Ebre.
El límit septentrional de les Muntanyes de Tivissa-Vandellòs ve marcat aproximadament per la carretera C-44 de l'Hospitalet de l'Infant a Móra d'Ebre. Tot i així hi ha una clara continuïtat orogràfica vers el nord a l'altura del Coll de Fatxes, mitjançant la mateixa Serra del Coll de Fatxes que enllaça amb la Serra del Montalt i altres serralades situades més al nord.
Al vessant oriental, al peu de la serra de los Dedalts entre aquesta i les Rojales es troba el coll de Balaguer. Per aquest passen les vies de comunicació (2 autopistes, una carretera i una via doble de ferrocarril) que enllacen Tarragona amb València. Hi ha una àrea de servei de l'Autopista del Mediterrani al peu de l'extrem nord-est de les muntanyes. El coll de Balaguer és important geogràficament, car antigament era la línia divisòria natural entre el Camp de Tarragona i les Terres de l'Ebre, que actualment es troba al barranc de l'Almadrava. Aquest barranc separa els termes de Vandellòs i L'Hospitalet de l'Infant amb el de L'Ametlla de Mar.
Medi físic
Les dues unitats que el constitueixen, tot i que aïllades geogràficament, formen part d'un mateix conjunt i comparteixen moltes de les seves característiques. Amb prou feines sobrepassen els 700 m d'altura als punts més alts i representen la continuació cap a l'occident del nucli de Llaberia-Colldejou.L'Espai és una mostra dels relleus calcaris típics de les serres prelitorals meridionals, amb nombroses incisions i valls, i predomini d'afloraments i parets rocoses.

## Biodiversitat
La funció principal dels espais naturals protegits de Catalunya és conservar mostres representatives de la fauna, la flora i els hàbitats propis del territori, de manera que es puguin desenvolupar els processos ecològics que donen lloc a la biodiversitat (l'àmplia varietat d'ecosistemes i éssers vius: animals, plantes, els seus hàbitats i els seus gens).
L'Espai Natural de les Muntanyes de Tivissa - Vandellòs presenta una vegetació dominada per les brolles i garrigues als vessants meridionals i pels alzinars a les obagues. La fauna, típicament mediterrània, és remarcable per la presència de nombroses espècies mediterrànies meridionals, afavorides per la manca de mantell forestal.

### Vegetació i flora
Situat en ple domini de l'alzinar litoral amb marfull, la seva vegetació actual es caracteritza pel predomini de les formacions arbustives (brolles calcícoles del Rosmarino-Ericion, de vegades amb un estrat de pi blanc) o herbàcies (llistonars i fenassars del Thero-Brachypodion), així com diverses comunitats permanents d'indrets especials (vegetació rupícola, pradells de cingle, murtrers de barrancs).

### Fauna
El que millor singularitza aquest Espai de la resta dels de la subunitat és el fet de conservar una bona representació de la fauna típicament mediterrània de les serralades prelitorals.Cal subratllar el gran valor faunístic de l'Espai amb la presència de nombrosos elements d'interès. Aquest és, per exemple, el límit septentrional per al lludrió ibèric (Chalcides bedriagai), exclusiu de Vandellòs, i un dels límits nord-est per a l'ofegabous (Pleurodeles waltl), que també és present al Montsià.
El medi, caracteritzat per la manca d'un mantell forestal, és favorable a les espècies d'ocells meridionals vinculades a aquests ambients oberts. Cal esmentar la presència de bones poblacions d'elements com el còlit ros (Oenanthe hispanica), el còlit negre (Oenanthe leucura), l'hortalà (Emberiza hortulana), el trobat (Anthus campestris), etc.
A l'Espai hi ha poblaments importants de sílvids, amb la presència de cinc espècies distintes de tallarols, entre les quals figuren el tallarol emmascarat (Sylvia hortensis) i el tallarol trencamates (Sylvia conspicillata). També cal esmentar l'excel·lent representació d'importants poblaments de rapinyaires, amb espècies com l'àguila daurada (Aquila chrysaetos) a Tivissa, l'àguila cuabarrada (Hieraetus fasciatus), l'àguila marcenca (Circaetus gallicus), el xoriguer comú (Falco tinnunculus), etc. Les parts altes d'aquestes muntanyes són també una important àrea d'hivernada per a nombrosos ocells, com diverses espècies pirinenques: pela-roques (Tichodroma muraria) i cercavores (Prunella collaris), que troben refugi als ambients rupícoles i parets de l'Espai.
D'altres grups faunístics, com els mamífers i els rèptils, conserven una bona representació de llurs poblacions mediterrànies. L'Espai constitueix una important àrea de refugi per a les espècies meridionals. La dificultat d'accés a molts dels indrets ha permès conservar poblaments amb una bona densitat d'espècies com el teixó, la guineu, el gat mesquer i la mostela, entre d'altres.
Un altre dels valors faunístics d'aquest Espai és el de mostrar un poblament de coleòpters típic del carst ibèric de la zona llevantina, amb la presència de nombrosos endemismes (Antrocharidius catalaunicus, Antrocharidius velox).

## Protecció
L'Espai Natural Protegit de les Muntanyes de Tivissa-Vandellòs va ser incorporat al PEIN pel Decret 328/1992, pel qual es va aprovar el PEIN. Aquest Espai va ser declarat per primera vegada com a LIC el 1997 i com a Zona d'especial protecció per a les aus (ZEPA) el 2005; posteriorment va ser ampliat com a espai Natura 2000 mitjançant l'Acord del Govern 112/2006, de 5 de setembre, que va aprovar la xarxa Natura 2000 a Catalunya. Així mateix, mitjançant el Pla especial se'n va fer la delimitació definitiva. Aquest Pla complementa el règim normatiu bàsic de protecció establert pel PEIN amb determinacions específiques per a aquest Espai.